# Liste der Herrscher der Herrschaft Ravenstein
Die Herrschaft Ravenstein war ein historisches Territorium in den heutigen Niederlanden.  Während seiner Geschichte waren verschiedene adlige Geschlechter Herrscher des Territoriums.

## Haus Cuijk / Haus Herpen
| Regierungszeit | Name         |
| -------------- | ------------ |
| 1167 - 1204    | Heinrich II. |
| 1204 - 1233    | Albert I.    |
| 1233 - 1264    | Rüdiger I.   |
| 1298 - 1297    | Albert II.   |
| - 1302         | Rüdiger II.  |
| 1302 - 1308    | Albert III.  |
| 1313 - 1324    | Rüdiger III. |

## Haus Falkenburg
| Regierungszeit | Name     |
| -------------- | -------- |
| 1324 - 1345    | Johann   |
| 1345 - 1378    | Walraven |
| 1378 - 1396    | Reinalt  |

## Haus Salm
| Regierungszeit | Name       |
| -------------- | ---------- |
| 1396 - 1397    | Simon II.  |
| 1397           | Johann IV. |

## Haus Mark
| Regierungszeit | Name                         |
| -------------- | ---------------------------- |
| 1397 - 1448    | Adolf I.                     |
| 1448 - 1450    | Johann I.                    |
| 1450 - 1492    | Adolf II.                    |
| 1492 - 1528    | Philipp von Kleve-Ravenstein |
| 1528–1592      | Wilhelm der Reiche           |
| 1592–1609      | Johann Wilhelm               |

Die Zählweise entspricht der Zählung innerhalb des Hauses Mark als Herren von Ravenstein.

## Haus Brandenburg
| Regierungszeit | Name              |
| -------------- | ----------------- |
| 1609 - 1619    | Johann Sigismund  |
| 1619 - 1640    | Georg Wilhelm     |
| 1640 - 1671    | Friedrich Wilhelm |

## Haus Pfalz-Neuburg
| Regierungszeit | Name            |
| -------------- | --------------- |
| 1671 - 1690    | Philipp Wilhelm |
| 1690 - 1716    | Johann Wilhelm  |
| 1716 – 1742    | Karl Philipp    |

## Haus Pfalz-Sulzbach
| Regierungszeit | Name         |
| -------------- | ------------ |
| 1742 - 1795    | Karl Theodor |

Nach 1795 wurde die Herrschaft Ravenstein Teil erst der Batavischen Republik, dann des kurzlebigen Königreiches Holland. Anschließend wurde das Gebiet im Zuge der französischen Einverleibung der Niederlande Teil des Départements Bouches-du-Rhin und schließlich 1815 in das Vereinigte Königreich der Niederlande inkorporiert.